# Liste der Flughäfen in Belgien
Die Liste von Flugplätzen und Flughäfen in Belgien sortiert nach Orten.
| Stadt                           | ICAO                            | IATA                            | Name des Flugplatzes                                                             |
| Zivile Flugplätze und Flughäfen | Zivile Flugplätze und Flughäfen | Zivile Flugplätze und Flughäfen | Zivile Flugplätze und Flughäfen                                                  |
| ------------------------------- | ------------------------------- | ------------------------------- | -------------------------------------------------------------------------------- |
| Antwerpen / Deurne              | EBAW                            | ANR                             | Flughafen Antwerpen                                                              |
| Balen-Keiheuvel                 | EBKH                            |                                 | Flughafen Balen-Keiheuvel                                                        |
| Brüssel / Zaventem              | EBBR                            | BRU                             | Flughafen Brüssel-Zaventem                                                       |
| Charleroi                       | EBCI                            | CRL                             | Flughafen Brüssel-Charleroi                                                      |
| Cerfontaine                     | EBCF                            |                                 | Flughafen Cerfontaine                                                            |
| Genk                            | EBZW                            |                                 | Flughafen Vliegveld Zwartberg                                                    |
| Grimbergen                      | EBGB                            |                                 | Flugplatz Grimbergen (Flughafen Lint)                                            |
| Hasselt                         | EBZH                            | QHA                             | Flughafen Hasselt                                                                |
| Hoevenen                        | EBHN                            |                                 | Flughafen Hoevenen                                                               |
| Kortrijk / Wevelgem             | EBKT                            | KJK                             | Flughafen Kortrijk-Wevelgem                                                      |
| Lüttich                         | EBLG                            | LGG                             | Flughafen Lüttich                                                                |
| Namur                           | EBNM                            |                                 | Flugplatz Namur-Suarlée                                                          |
| Brügge / Ostende                | EBOS                            | OST                             | Flughafen Ostende-Brügge                                                         |
| Overboelare / Geraardsbergen    | EBGG                            |                                 | Flughafen Geraardsbergen                                                         |
| Saint-Ghislain                  | EBSG                            |                                 | Flughafen Saint-Ghislain                                                         |
| Saint-Hubert                    | EBSH                            |                                 | Flughafen Saint-Hubert                                                           |
| Spa                             | EBSP                            |                                 | Regionalflugplatz Spa-Sauvenière                                                 |
| Theux                           | EBTX                            |                                 | Flughafen Verviers                                                               |
| Sint-Truiden / Brustem          | EBST                            |                                 | Flugplatz Limburg                                                                |
| Tournai                         | EBTY                            |                                 | Flughafen Maubray                                                                |
| Militärische Flugplätze         |                                 |                                 |                                                                                  |
| Beauvechain                     | EBBE                            |                                 | Militärflugplatz Beauvechain                                                     |
| Bertrix                         | EBBX                            |                                 | Militärflugplatz Jehonville                                                      |
| Brasschaat                      | EBBT                            |                                 | Militärflugplatz Brasschaat                                                      |
| Brüssel                         | EBMB                            |                                 | Militärflugplatz Melsbroek                                                       |
| Chièvres                        | EBCV                            |                                 | Militärflugplatz Chièvres (U.S. Air Force)                                       |
| Florennes                       | EBFS                            |                                 | Militärflugplatz Florennes                                                       |
| Goetsenhoven                    | EBTN                            |                                 | Militärflugplatz Goetsenhoven                                                    |
| Kleine Brogel                   | EBBL                            |                                 | Militärflugplatz Kleine Brogel                                                   |
| Koksijde                        | EBFN                            |                                 | Militärflugplatz Koksijde                                                        |
| Leopoldsburg / Beverlo          | EBLE                            |                                 | Militärflugplatz Beverlo                                                         |
| Moorsele                        | EBMO                            |                                 | Flughafen Moorsele                                                               |
| Saint-Hubert                    | EBSU                            |                                 | Militärflugplatz Saint-Hubert                                                    |
| Sint-Truiden / Brustem          | EBST                            |                                 | Militärflugplatz Sint-Truiden (militärischer Flugbetrieb wurde 1996 eingestellt) |
| Ursel                           | EBUL                            |                                 | Militärflugplatz Ursel                                                           |
| Weelde                          | EBWE                            |                                 | Militärflugplatz Weelde                                                          |
| Zoersel                         | EBZR                            | OBL                             | Militärflugplatz Zoersel-Oostmalle                                               |
| Zutendaal                       | EBSL                            |                                 | Militärflugplatz Zutendaal                                                       |